# Luis Michel
Luis Ernesto Michel Vergara (ur. 21 lipca 1979 w Guadalajarze) – meksykański piłkarz pochodzenia francuskiego występujący na pozycji bramkarza, obecnie zawodnik Dorados.

## Kariera klubowa
Michel pochodzi z Guadalajary, jednak wychowywał się w niewielkiej miejscowości El Grullo. Posiada korzenie francuskie za sprawą wywodzącego się z tego kraju dziadka. Jest wychowankiem akademii juniorskiej klubu Chivas de Guadalajara, a do pierwszej drużyny został włączony przez szkoleniowca Eduardo de la Torre dopiero w wieku dwudziestu czterech lat, po czterech latach występów w drugoligowych rezerwach – CD Tapatío. Pełnił jednak wyłącznie rolę rezerwowego dla reprezentanta kraju Oswaldo Sáncheza, w meksykańskiej Primera División debiutując wskutek jego zawieszenia dyscyplinarnego, 24 września 2003 w wygranym 3:2 spotkaniu z Irapuato. Nie mając szans na występy w wyjściowym składzie już po kilku miesiącach odszedł do drugoligowego Celaya FC, gdzie spędził z kolei pół roku w roli podstawowego golkipera, po czym powrócił do najwyższej klasy rozgrywkowej, podpisując kontrakt z Santosem Laguna z siedzibą w Torreón. Jego barwy reprezentował przez rok, będąc wyłącznie alternatywą dla Adriána Martíneza.
Latem 2005 Michel za kwotę miliona dolarów przeszedł do swojego macierzystego Chivas de Guadalajara. Tam początkowo jego sytuacja nie uległa zmianie – wobec niepodważalnej pozycji między słupkami Oswaldo Sáncheza jedynie podczas jego niedyspozycji pojawiał się na boiskach, występując głównie w drugoligowych rezerwach klubu. W 2006 roku zajął z Chivas drugie miejsce w rozgrywkach kwalifikacyjnych do Copa Libertadores – InterLidze, natomiast w jesiennym sezonie Apertura 2006 wywalczył z ekipą prowadzoną przez José Manuela de la Torre jedyne w swojej karierze mistrzostwo Meksyku – zanotował wówczas tylko jeden ligowy występ. Bezpośrednio po tym, wskutek odejścia Sáncheza, został podstawowym golkiperem Chivas, w tej roli w 2007 roku docierając do finału najbardziej prestiżowych rozgrywek północnoamerykańskiego kontynentu – Pucharu Mistrzów CONCACAF. W wiosennym sezonie Clausura 2008 został natomiast wybrany w oficjalnym plebiscycie Meksykańskiego Związku Piłki Nożnej najlepszym bramkarzem ligi meksykańskiej.
W lipcu 2008 Michel doznał podwójnego złamania lewego ramienia, przez co musiał pauzować przez pół roku, jednak po upływie rekonwalescencji powrócił między słupki drużyny. W 2009 roku triumfował z Chivas w rozgrywkach InterLigi, zaś kilka miesięcy później po odejściu z klubu Ramóna Moralesa został wybrany przez szkoleniowca José Luisa Reala nowym kapitanem zespołu. W tej roli w 2010 roku dotarł do finału najważniejszych rozgrywek Ameryki Południowej – Copa Libertadores. Niecałe cztery lata później, mimo podstawowego miejsca w wyjściowym składzie, został wystawiony przez klub na listę transferową i w styczniu 2014 na zasadzie półrocznego wypożyczenia przeniósł się do kostarykańskiego giganta – ekipy Deportivo Saprissa ze stołecznego San José. W kostarykańskiej Primera División zadebiutował 26 stycznia 2014 w zremisowanej 1:1 konfrontacji z Limón, od razu zostając podstawowym golkiperem drużyny. W wiosennym sezonie Verano 2014 zdobył z prowadzonym przez Rónalda Gonzáleza zespołem Saprissy tytuł mistrza Kostaryki. W sezonie Clausura 2015, po powrocie do Chivas, jako podstawowy bramkarz doszedł do finału pucharu Meksyku – Copa MX.
Latem 2015 Michel przeszedł do beniaminka najwyższej klasy rozgrywkowej – ekipy Dorados de Sinaloa z miasta Culiacán.
| Sezon     | Klub                  | Kraj      | Rozgrywki        | Mecze | Bramki |
| --------- | --------------------- | --------- | ---------------- | ----- | ------ |
| 2002/2003 | Chivas de Guadalajara | Meksyk    | Liga MX          | 0     | 0      |
| 2003/2004 | Chivas de Guadalajara | Meksyk    | Liga MX          | 1     | 0      |
| 2003/2004 | Club Celaya           | Meksyk    | Ascenso MX       | 22    | 0      |
| 2004/2005 | Santos Laguna         | Meksyk    | Liga MX          | 2     | 0      |
| 2005/2006 | Chivas de Guadalajara | Meksyk    | Liga MX          | 3     | 0      |
| 2006/2007 | Chivas de Guadalajara | Meksyk    | Liga MX          | 22    | 0      |
| 2007/2008 | Chivas de Guadalajara | Meksyk    | Liga MX          | 40    | 0      |
| 2008/2009 | Chivas de Guadalajara | Meksyk    | Liga MX          | 17    | 0      |
| 2009/2010 | Chivas de Guadalajara | Meksyk    | Liga MX          | 30    | 0      |
| 2010/2011 | Chivas de Guadalajara | Meksyk    | Liga MX          | 37    | 0      |
| 2011/2012 | Chivas de Guadalajara | Meksyk    | Liga MX          | 32    | 0      |
| 2012/2013 | Chivas de Guadalajara | Meksyk    | Liga MX          | 35    | 0      |
| 2013/2014 | Chivas de Guadalajara | Meksyk    | Liga MX          | 15    | 0      |
| 2013/2014 | Deportivo Saprissa    | Kostaryka | Primera División | 18    | 0      |
| 2014/2015 | Chivas de Guadalajara | Meksyk    | Liga MX          | 20    | 0      |
| 2015/2016 | Dorados de Sinaloa    | Meksyk    | Liga MX          |       |        |

## Kariera reprezentacyjna
W seniorskiej reprezentacji Meksyku Michel zadebiutował za kadencji selekcjonera Javiera Aguirre, 3 marca 2010 w wygranym 2:0 meczu towarzyskim z Nową Zelandią. Kilka miesięcy później został powołany przez Aguirre na Mistrzostwa Świata w RPA, podczas których pozostawał jednak dopiero trzecim bramkarzem drużyny po Óscarze Pérezie i Guillermo Ochoi i nie wystąpił w żadnym spotkaniu. Jego kadra odpadła natomiast z mundialu w 1/8 finału. Rok później został awaryjnie powołany przez José Manuela de la Torre na Złoty Puchar CONCACAF w miejsce zdyskwalifikowanego za doping Guillermo Ochoi, jednak decyzją Meksykańskiego Związku Piłki Nożnej nie dołączył ostatecznie do będącej w trakcie turnieju reprezentacji, która triumfowała ostatecznie w tych rozgrywkach po pokonaniu w finale USA (4:2).
W 2011 roku Michel znalazł się w ogłoszonym przez Luisa Fernando Tenę składzie rezerwowej reprezentacji Meksyku, złożonej głównie z graczy z rocznika '89, na Copa América, jako jeden z trzech starszych piłkarzy. Podczas tych rozgrywek był podstawowym golkiperem zespołu, pełniąc również rolę kapitana kadry i na argentyńskich boiskach wystąpił we wszystkich trzech spotkaniach, przepuszczając w nich cztery gole. Meksykanie zanotowali natomiast komplet porażek, odpadając z turnieju już w fazie grupowej. Sam Michel nie wystąpił więcej w drużynie narodowej, zamykając swój bilans reprezentacyjny na siedmiu rozegranych spotkaniach, w których przepuścił pięć bramek.